# نهر سانتا كلارا
نهر سانتا كلارا (بالإنجليزية: Santa Clara River)‏ هو نهر يبلغ طوله 186 كم أو 116 ميل، يقع في جنوب كاليفورنيا، الولايات المتحدة الأمريكية، شمال مدينة لوس أنجلس. ويعتبر سانتا كلارا أطول نظام نهري على سواحل كاليفورنيا الجنوبية. منبع النهر قريب من مدينة أكتون، في مقاطعة لوس أنجلس، عند الميلان الشمالي لسلسلة جبال سان غابرييل. يتدفق شمال جبال سانتا سوزانا، ويتفرغ في المحيط الهادي بين مدينتي فينتورا وأوكسنارد.